# Cratere Florentia
Florentia è un cratere sulla superficie di 21 Lutetia.